# تنترا

شعار سري يانترا

التنترا (بالسنسكريتية : तन्त्र) هي فلسفة دينية وفقا لوالتي شاكتي حيث عادة يعبد الإله الرئيسي، وممارسة طقوس التاتنرا هدفها الرقي بالكائنات الإنسانية من خلال عملية توسع عقولهم، وتقودهم من النقص إلى الكمال، ومن التقيد إلى التحرر.
ان ممارسة التنترا الغرض منه هو أن الجسد مليئ بالمعتقدات والممارسات التي تعمل جاهدة من المبدأ القائل بأن الكون الذي نعاني منه ليس سوى مظهر من مظاهر ملموسة من الطاقة الإلهية، أي أن الأله هو الذي يخلق ويحافظ على هذا الكون، ويسعى معتنقو هذه الفلسفة إلى ممارسة طقوس مناسبة لتوجيه تلك الطاقة المكمونة داخل الأنسان، بطرق خلاقة وتحررية.

## أنواع التاندرا
و هناك نوعان للتنترا :
1 _ مبادئ التنترا : وهي موجودة في كتب تعرف باسم “ نيغاما ”.
2 _ ممارسات التنترا : وهي توجد في كتب تعرف باسم ” أغاما ”.
بعض هذه الكتب القديمة فقدت، والبعض الآخر يتعذّر فهمه، لأنها مكتوبة بلغة رمزية مصممة خصيصا لإبقاء أسرار التنترا، بعيدة عن غير التلاميذ المطلعين على هذه الأسرار، وهكذا فإن أسرار التنترا لم تشرح بوضوح إلى حتى استطاع بعض العلماء في السنوات الغير بعيدة من فك بعض رموزها.

## الطقوس والممارسات

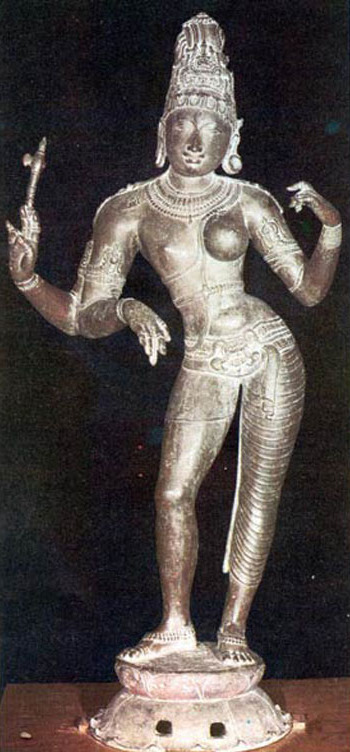
الاله شيف ذات الطبيعتين الذكورية والانثوية

بسبب وجود طائفة واسعة من ممارسي التنترا. فان الطقوس تنوعت وتعددت، ولكن هناك طقوس عادية وطقوس سرية.
الطقوس العادية:الطقوس العادية وتسمى بوجا وتشمل:التنترا التي كما في الهندوسية الأخرى والبوذية تقاليد اليوغا، فتعويذة يونرا تلعب دورا هاما في التنترا.و تعويذة يانترا هي أدوات لاستدعاء آلهة هندوسية محددة مثل شيفا، وشاكتي، أو كالي. والبوجا هنا تنطوي على التركيز على اليانترا.
تحديد الهوية مع الآلهة، والتنترا بوصفها تطورا من الهندوسية في وقت مبكر وبما انها واحتضنت آلهة الهندوس، وخصوصا شيفا وشاكتي، جنبا إلى جنب مع فلسفة أدفياتا, وأن كل واحد يمثل جانبا من جوانب البارا شيفا، أو براهمان. وقد تعبد هذه الآلهة خارجا من قبل عامة الشعب مع تقديم الزهور البخور، وغيرها من العروض، مثل الغناء والرقص.. ولكن، الأهم من ذلك، أن هذه الآلهة تشارك الناس في ممارستهم لتلك الطقوس الالوهية والسمو حيث الـتأمل والاعتقاد بالسمو مثل اشتا ديفاتا, فيتصور الشخص أنه واحد من تلك الالهة.
الطقوس السرية:طقوس سرية ويمكن أن تشمل كل عناصر الطقوس العادية، إما مباشرة أو استبداله، جنبا إلى جنب مع طقوس مدركة بالحواس والمواضيع الأخرى مثل الطعام وتقديم الوليمة وتكون عند وقت الطعام. وأيضا ممارسة الجماع (والتي تمثل الحياة الجنسية والإنجاب). و(الموت والانتقال) والتغوط والتبول والقيء (تمثل النفايات، والتجديد، والخصوبة). وهذا هو إدراج مدرك بالحواس التي دفعت بالعالم زيمر إلى مدح التنترا في العالم حيث قال عنها: يجب أن ينهج الرجل من خلال وسيلة من الطبيعة وليس ان يرفض الطبيعة.

## وصلات خارجية
- Tantra على مشروع الدليل المفتوح